# Die Begnadigung
Die Begnadigung (Originaltitel: The Broker) ist ein Roman des US-amerikanischen Autors John Grisham aus dem Jahr 2005.

## Inhalt
Als letzte Amtshandlung begnadigt der scheidende US-Präsident den Washingtoner Wirtschaftskriminellen Joel Backman. Dieser wurde zu zwanzig Jahren Gefängnis verurteilt, da er im Besitz von Software war, die geheime Satellitensysteme kontrollieren kann.
Niemand aber weiß, dass Backman nur auf Druck der CIA begnadigt wurde. Allerdings ist die Agency nicht an Backman, sondern an seinen Informationen über die Satellitensysteme interessiert. In einer Nacht-und-Nebel-Aktion wird Backman aus dem Gefängnis geholt und nach Europa gebracht. Dort bekommt er ein neues Aussehen und eine neue Identität.
Als erstes kommt er ins italienische Treviso, wo er den CIA-Agenten Luigi kennenlernt, bevor dieser ihn nach Bologna bringt. Dort lernt er die italienische Sprache, fügt sich in das Leben ein und knüpft engen Kontakt zu seiner Sprachlehrerin Francesca.
Während er in Italien lebt, lässt die CIA Stück für Stück Informationen über ihn und seinen Aufenthaltsort an den Mossad und andere Geheimdienste durchsickern. Die CIA erhofft sich davon, ohne große Arbeit an Backmans Informationen über das Satellitensystem zu kommen. Doch dieser bekommt mit der Zeit eine Ahnung von den Plänen der CIA, da er bemerkt, dass seine Wohnung fast täglich durchsucht wird.
Nach langem Katz-und-Maus-Spiel gelingt ihm schließlich dank der Hilfe seiner Lehrerin Francesca die Flucht aus der Überwachung. Er flieht zuerst in die Schweiz, dann in die USA, wo er sich mit seinem Sohn trifft und Verhandlungen mit der neuen US-Regierung beginnt. Am Ende dieser Verhandlungen steht er als freier Mann mit neuer Identität und einem neuen Leben da.
Kritisch ist zu erwähnen, dass geografische Fehler vorhanden sind, so wird als Beispiel Lugano und der Luganersee als komplett zu Italien gehörend betrachtet. Zudem weist die Übersetzung Flüchtigkeitsfehler auf, auffällig etwa bei der Schreibweise von Eigennamen.